# Jasmina Mitrušić Đerić
Jasmina Mitrušić Đerić (Beograd, 14. april 1964) srpska je akademska kompozitorka i muzički pedagog. Završila je Akademiju Umetnosti u Novom Sadu, odsek za kompoziciju i dirigovanje u klasi prof. Dušana Radića.  
Tokom 80-tih 20. veka bila je član u kultnim novosadskim bendovima La strada i Luna.

## Umetničko stvaralaštvo
Njeno stvaralaštvo obuhvata solističku muziku, pretežno za klavir: 
- Rat Mrava (2003), ciklus kompozicija inspirisanih insektarijom, od kojih su izvedene Pauk varijacije (varijacije na tri teme, 2010), svita Bogomojeke (2013 ), kao i duo za čembalo i klavir Noćni leptiri (2014). Ovaj ciklus posebno je inspirisan i posvećen pijanistkinji Nataši Penezić, koja je ove kompozicije izvela više puta, u zemlji i inostranstvu.
- Srušeni mostovi - novi mostovi, diptih za klavir, u okviru projekta žene-kompozitori, inspirisane Novim Sadom (2021).
- Sonata za solo klarinet, posvećena Vasi Vučkoviću.

### Kamerna muzika
- Jata ptica, svita za klarinet i klavir
- Eolije, za trio flauta
- Kvaternion, za duvački kvartet
- Pentafonijum, za flautu i gudački kvartet
- Stidljiva lokna, sekstet
- Smrt jednog lutka, za orkestar u izvođenju novosadskog ansambla Musica viva.

### Solo pesme
- Salve eternum na stihove Laze Kostića
- Zimski pastel na stihove Jovana Dučića

### Horska muzika
Na stihove sv. Vladike Nikolaja - Vladaj Bože! (a kapela verzija Hor Sabornog hrama Sveti Georgije, pod dirigentskom upravom Bogdana Đakovića), Budi hrabar i slobodan, Odbrani me gospode, liturgijske pesme Iže heruvimi i Bogorodice djevo.
Komponovala je muziku za pozorišne predstave: Magična cucla, Miao, kakva frka, Crvenkapa i vuk, Pepeljuga, Alegorija - Pozorište mladih u Novom Sadu (1989, 1990, 2009) i TV film Pejzaži amnezije (RTV Novi Sad i Komuna, 1998).

### Opera
- Unakrsna opera, projekat u okviru Kreativne Evrope, Milano, 2020, Novi Sad, Srpsko narodno pozorište, 2021, Linc, 2022.[1]
- Operatorijum: Apoteoza Crnjanskog, Srpsko narodno pozorište, Novi Sad 2022.[2]
- Solo pesma, Srpsko narodno pozorište, Novi Sad 2023/2024.

## Najznačajnija izvođenja
Nastup na EXIT festivalu, sa bendom Luna (2004).
Kompozicija Bogorodice djevo izvedena je na festivalu Nomus Novosadske muzičke svečanosti (2004).
Cross opera: drugost: strah i otkriće, prvi deo opere San, premijerno izveden u tri evropska grada - Gradskom teatru Pavaroti - Freni, Modena, Italija, 2021 u Srpskom narodnom pozorištu u Novom Sadu i u Državnom pozorištu, Linc, Austrija, 2022.
Koncert pod nazivom Novi Sad: nekoliko skica, poneka slika i jedno tumačenje, Sinagoga, Novi Sad, 2022.
Među kamernim ansamblima za koje je pisala po narudžbini su: Metatonija, Musica Viva, Density, Quaternion, Vers la Flamme (duo Penezić-Vučković) i duo Penezić-Perović.
Njenu muziku izvodili su na mnogobrojnim koncertima u zemlji (Nomus) i inostranstvu (Holandija, Belgija i Švedska) renomirani muzičari, među kojima: Laura Levai Aksin, Sonja Antunić, Radmila Rakin Martinović, TAJJ kvartet, Milan Popović, Sofija Perović, Jasna Tucakov, Nataša Penezić, Vasa Vučković i Hor Sabornog hrama Sveti Georgije, pod dirigentskom upravom Bogdana Đakovića.

## Diskografija i izdanja
- Nestvarne stvari / Luna (Helidon, 1984.)
- Put / La strada (M produkcija Radio Novog Sada, 1987)
- Pesme između Istoka i Zapada, (Radio Svetigora, PGP RTS, 2001)
- Jasmina Mitrušić San,u okviru projekta Cross opera: drugost: strah i otkriće, notna publikacija, libreto i kompozicija, Srpsko narodno pozorište, Novi Sad 2021 (uz finansijsku podršku Ministarstva kulture Srbije).
- Novosadski kompozitor No1, CD, (Savez feminističkih organizacija (Re)konekcija, 2021).
- Novi Sad: nekoliko skica, poneka slika i jedno tumačenje, CD, (Savez feminističkih organizacija (Re)konekcija, 2022).

## Spoljašnje veze
- „Jasmina Mitrušić: U "Snu" su еmotivno prеživljеni svaka rеč i svaki ton”. Dnevnik. Приступљено 29. 3. 2024.